# Lumbriculidae
I Lumbriculidi (Lumbriculidae Vejdovský, 1884) sono una famiglia di oligocheti comune negli ambienti di acqua dolce, tra cui corsi d'acqua, laghi, paludi, pozzi e falde acquifere. I Lumbriculidi sono l'unica famiglia nell'ordine Lumbriculida.
Non vanno confusi con i lombrichi della famiglia Lumbricidae, cui appartiene il lombrico comune (Lumbricus terrestris).

## Distribuzione e habitat
Si trovano in tutto l'emisfero settentrionale, in Europa (almeno fino alla Spagna) in Giappone, in Russia e in tutta l'America del Nord (fino all'Alaska).

## Tassonomia
La famiglia comprende i seguenti generi e specie:
- Agriodrilus Michaelsen, 1905[7]

Agriodrilus vermivorus Michaelsen, 1905
- Altmanella Fend, 2009

Altmanella freidris Cook, 1966
Altmanella idahoensis Fend, 2009
Altmanella lenati Fend, 2009
- Bichaeta Bretscher, 1900

Bichaeta sanguinea Bretscher, 1900
- Cookidrilus Rodriguez e Giani, 1987[9]

Cookidrilus pocosinus Rodriguez, Fend e Lenat, 2014
Cookidrilus ruffoi Giani et al., 2004
Cookidrilus speluncaeus Rodriguez e Giani, 1987
- Eclipidrilus Eisen, 1881[10]

Sottogenere Eclipidrilus
Eclipidrilus frigidus Eisen, 1881
Eclipidrilus asymmetricus F. Smith, 1896
Eclipidrilus ithys Brinkhurst, 1998
Sottogenere Leptodrilus
Eclipidrilus fontanus Wassel, 1984
Eclipidrilus lacustris Verrill, 1871
Sottogenere Premnodrilus
Eclipidrilus daneus Cook, 1966
Eclipidrilus palustris F. Smith, 1900
Incertae sedis
Eclipidrils pacificus Fend, 2005
- Eremidrilus Fend & Rodriguez, 2003

Eremidrilus allegheniensis Cook, 1971
Eremidrilus coyote Fend & Rodriguez, 2003
Eremidrilus elegans Fend & Rodriguez, 2003
Eremidrilus felini Fend & Rodriguez, 2003
Eremidrilus ritocsi Fend & Rodriguez, 2003
- Eumuliercula Timm, 1997[11]

Eumuliercula casta Timm, 1995
Eumuliercula emendata Timm, 1995
- Guestphalinus Michaelsen, 1933[12]

Guestphalinus wiardi Michaelsen, 1933
- Hrabea Yamaguchi, 1936[13]

Hrabea ogumai Yamaguchi, 1936
- Kincaidiana Altman, 1936[14]

Kincaidiana hexatheca Altman, 1936
Kincaidiana freidris Cook, 1966 (nomenclatura originale ma non più valida, la nomenclatura valida è: Altmanella freidris)
- Lamprodrilus Michaelsen, 1901[15]

Lamprodrilus achaetus Isossimoff, 1948
Lamprodrilus ammophagus Michaelsen, 1905
Lamprodrilus bulbosus Isossimoff, 1948
Lamprodrilus wagneri Michaelsen, 1901
Lamprodrilus mrazeki Hrabě, 1929
Lamprodrilus nigrescens Michaelsen, 1903
Lamprodrilus pygmaeus Michaelsen, 1902
Lamprodrilus isoporus Michaelsen, 1901
Lamprodrilus michaelseni Hrabě, 1929
Lamprodrilus bythius Michaelsen, 1905
Lamprodrilus satyriscus Michaelsen, 1901
Lamprodrilus melanotus Isossimoff, 1948
Lamprodrilus pallidus Michaelsen, 1905
Lamprodrilus dybowskyi Michaelsen, 1905
Lamprodrilus inflatus Michaelsen, 1905
Lamprodrilus issossimovi Morev, 1982
Lamprodrilus jamburaensis Hrabě, 1980
Lamprodrilus novikovae Hrabě, 1982
Lamprodrilus polytoreutus Michaelsen, 1901
Lamprodrilus secernus Semernoy in Timoshkin, 2001
Lamprodrilus semenkewitschi Michaelsen, 1901
Lamprodrilus stigmatias Michaelsen, 1901
Lamprodrilus tolli Michaelsen, 1901
- Lamprortus Rodriguez, 1994[19]

Lamprortus orientalis Rodriguez, 1994
- Lumbriculus Grube, 1844[20]

Lumbriculus variegatus Müller, 1774
Lumbriculus ambiguus Holmquist, 1976
Lumbriculus multiatriatus
Lumbriculus genitosetosus Holmquist, 1976
Lumbriculus inconstans F. Smith, 1895
Lumbriculus sachalinicus Sokolskaya, 1967
Lumbriculus olgae Sokolskaya, 1976
Lumbriculus alexandrovi Popcenko, 1976
Lumbriculus kareliensis
Lumbriculus illex
Lumbriculus kolymensis
Lumbriculus tetraporophorus Popcenko, 1976
Lumbriculus japonicus
Lumbriculus mukoensis
- Pararhynchelmis Fend & Lenat, 2010

Pararhynchelmis murdocki Fend & Lenat, 2010
- Phagodrilus McKey-Fender, 1988[21]

Phagodrilus laqueus McKey-Fender, 2001
Phagodrilus balchi McKey-Fender, 2001
Phagodrilus baueri McKey-Fender, 2001
Phagodrilus chetcoensis McKey-Fender, 2001
Phagodrilus hauserensis McKey-Fender, 2001
Phagodrilus johnsoni McKey-Fender, 2001
Phagodrilus klamathensis McKey-Fender, 2001
Phagodrilus macnabi McKey-Fender, 1988
Phagodrilus minimus McKey-Fender, 2001
Phagodrilus oregonensis McKey-Fender, 2001
Phagodrilus parvus McKey-Fender, 2001
Phagodrilus pereditus McKey-Fender, 2001
Phagodrilus phoebe McKey-Fender, 2001
Phagodrilus secundus McKey-Fender, 2001
Phagodrilus stellatus McKey-Fender, 2001
- Rhynchelmis Hoffmeister, 1843

Sottogenere Rhynchelmis
Rhynchelmis brachycephala
Rhynchelmis granuensis
Rhynchelmis komareki
Rhynchelmis limosella Hoffmeister, 1843
Rhynchelmis tetratheca
Rhynchelmis vagensis
Rhynchelmis vejdovskyi
Sottogenere Rhynchelmoides
Rhynchelmis alaskana Holmquist, 1976
Rhynchelmis elrodi Smith and Dickey, 1918
Rhynchelmis glandula Altman, 1936
Rhynchelmis saxosa
Sottogenere Sutroa
Rhynchelmis gilensis
Rhynchelmis gustafsoni
Rhynchelmis monsserratus
Rhynchelmis rostrata Eisen, 1888
Rhynchelmis utahensis
Rhynclemis yakimorum
Incertae sedis
Rhynchelmis aleutensis
Rhynchelmis brooksi Holmquist, 1976
Rhynchelmis malevici
Rhynchelmis orientalis
- Pseudorhynchelmis Hrabě, 1982[22]

Pseudorhynchelmis alyonae
Pseudorhynchelmis anomala
Pseudorhynchelmis dissimilis
Pseudorhynchelmis minimaris
Pseudorhynchelmis olchoensis
Pseudorhynchelmis paraolchonensis
Pseudorhynchelmis parva
Pseudorhynchelmis semernoyi
Pseudorhynchelmis shamanensis
Pseudorhynchelmis spermatochaeta
- Secubelmis Fend & Gustafson, 2001

Secubelmis limpida Fend & Gustafson, 2001
- Spelaedrilus Cook, 1975

Spelaedrilus multiporus Cook, 1975
- Stylodrilus Claparède, 1862

Sottogenere Stylodrilus
Stylodrilus absoloni
Stylodrilus asiaticus Michaelsen, 1901
Stylodrilus aurantiacus Pierantoni, 1904
Stylodrilus brachystylus Hrabe, 1928
Stylodrilus californianus Rodr., 1996
Stylodrilus cernosvitovi Hrabe, 1950
Stylodrilus chukotensis Sok., 1975
Stylodrilus contractus
Stylodrilus crassus Isossimoff, 1948
Stylodrilus curvithecus
Stylodrilus elongatus
Stylodrilus glandulosus
Stylodrilus gracilis
Stylodrilus hallissyi] Southern, 1909
Stylodrilus heringianus Claparede, 1862 (noto anche come Stylodrilus gabretae Vejdovsky, 1882 o Stylodrilus vejdovskyi Benham, 1891)
Stylodrilus insperatus
Stylodrilus lankesteri
Stylodrilus lemani Grube, 1879
Stylodrilus leucocephalus Hrabe, 1931
Stylodrilus longiatriatus
Stylodrilus minutus
Stylodrilus mirandus
Stylodrilus mirus Chekanovskaya, 1956
Stylodrilus mollis
Stylodrilus opisthoannulatus Isossimoff, 1948
Stylodrilus parvus Hrabe & Cernosvitov, 1927
Stylodrilus subcarpathicus
Stylodrilus subitus
Stylodrilus sulcatus
Stylodrilus sulci
Stylodrilus suputensis Timm, 1995
Stylodrilus wahkeenensis Rodriguez & Coates, 1996
Sottogenere Bythonomus
Stylodrilus beattiei
Stylodrilus sovaliki Holmquist, 1976
Stylodrilus tschaunensis Morev, 1982
- Styloscolex Michaelsen, 1901

Sottogenere Styloscolex
Styloscolex asymmetricus Isossimoff, 1948
Styloscolex baikalensis Michaelsen, 1901
Styloscolex burowi
Styloscolex chorioidalis Isossimoff, 1948
Styloscolex japonicus Yamaguchi, 1937
Styloscolex kolmakowi Burow, 1931
Styloscolex opisthothecus Sokolskaya, 1969
Styloscolex solzanicus
Styloscolex swarczewski Burow, 1931
Styloscolex tetrathecus Burow, 1931
Styloscolex tubulatus Timm, 1994
Sottogenere Neoscolex
Styloscolex levanidovi Sokol'skaja, 1977
Styloscolex macer Sokol'skaja, 1976
Styloscolex sokolskajae Morev, 1978
- Tatriella Hrabe, 1936

Tatriella slovenica
Tatriella longiatriata
- Teleuscolex Michaelsen, 1902[23]

Teleuscolex baicalensis Bull, 1903
Teleuscolex grubei
Teleuscolex korotneffi Michaelsen, 1901
Teleuscolex glaber
- Tenagodrilus Eckroth & Brinkhurst, 1996

Tenagodrilus musculus
- Trichodrilus Claparède, 1862

Trichodrilus allobrogum
Trichodrilus anglieri
Trichodrilus aporophorus
Trichodrilus bonheurensis
Trichodrilus cantabrigiensis
Trichodrilus capilliformis
Trichodrilus cernosvitovi
Trichodrilus claparedei
Trichodrilus culveri
Trichodrilus diversisetosus
Trichodrilus gordeevi
Trichodrilus hrabei
Trichodrilus icenorum
Trichodrilus intermedius
Trichodrilus itchaensis
Trichodrilus leruthi
Trichodrilus longipenis
Trichodrilus macroporophorus
Trichodrilus medius
Trichodrilus montenegrensis
Trichodrilus moravicus
Trichodrilus pauper
Trichodrilus pragensis
Trichodrilus ptujensis
Trichodrilus rouchi
Trichodrilus seirei
Trichodrilus sketi
Trichodrilus stammeri
Trichodrilus strandi
Trichodrilus tacensis
Trichodrilus tatrensis
Trichodrilus tenuis
- Utkena Fend, Rodriguez e Lenat, 2015

Utkena riparia Fend, Rodriguez e Lenat, 2015
- Wsewolodus Semernoy, 2004[25]

Wsewolodus mixtus Semernoy, 2004
- Yamaguchia Fend & Ohtaka, 2004

Yamaguchia toyensis Fend & Ohtaka, 2004